# Heiko Westermann
Heiko Westermann (* 14. srpna 1983, Alzenau, Bavorsko) je německý fotbalista hrající na pozici obránce za Hamburg a německou reprezentaci. Může hrát rovněž na obranných postech. Preferuje kop pravou nohou. Do Hamburku přestoupil v červenci 2010 ze Schalke, a to za částku 7,5 milionu €. Trenér německé reprezentace Joachim Löw s ním počítal na mistrovství světa 2010 v Jihoafrické republice, ale kvůli zranění se jej Westermann nemohl zúčastnit.